# Hugh Laurie
James Hugh Calum Laurie, CBE, född 11 juni 1959 i Oxford, Oxfordshire, är en brittisk skådespelare, manusförfattare, författare, musiker och komiker.

## Biografi
Laurie växte upp i Oxford och gick på Dragon School och sedan på Eton College. Han gick sedan på Selwyn College i Cambridge där han studerade arkeologi och antropologi. Han följde i sin fars fotspår och var roddare. Han representerade bland annat Storbritannien i junior-VM i rodd. Han gick med i Cambridge Footlights, universitetets dramaklubb. Där träffade han Emma Thompson som sammanförde honom med Stephen Fry som han sedan framgångsrikt samarbetade med. Deras sketchprogram hette A Bit of Fry and Laurie och innehöll satir och ordlekande. 
Tidigare har han medverkat i brittiska TV-serier såsom Jeeves och Wooster och Svarte orm. Laurie är förmodligen mest känd från TV-serien House där han har spelat huvudrollen som Dr. Gregory House 2004–2012. 2006 och 2007 belönades han med Golden Globe för sin roll i den serien. 
Han spelade också pappan, Mr Little, i ett par filmer om Stuart Little, en mus som blir adopterad in i en familj som redan har ett barn. Han har även haft en biroll som kunglig rådgivare i filmen Mannen med järnmasken med bl.a. Leonardo DiCaprio. 
Laurie har under lång tid samarbetat med komikern, skådespelaren och författaren Stephen Fry och tillsammans gjorde de för TV i slutet på 1980-talet och den tidigare delen av 1990-talet fyra omgångar av den gemensamma sketchserien A bit of Fry and Laurie.
Vid Golden Globe-galan 2017 vann han pris för sin roll i The Night Manager.
Hugh Laurie har även författat en bok (thriller), The Gun Seller (på svenska Skottpengar). 

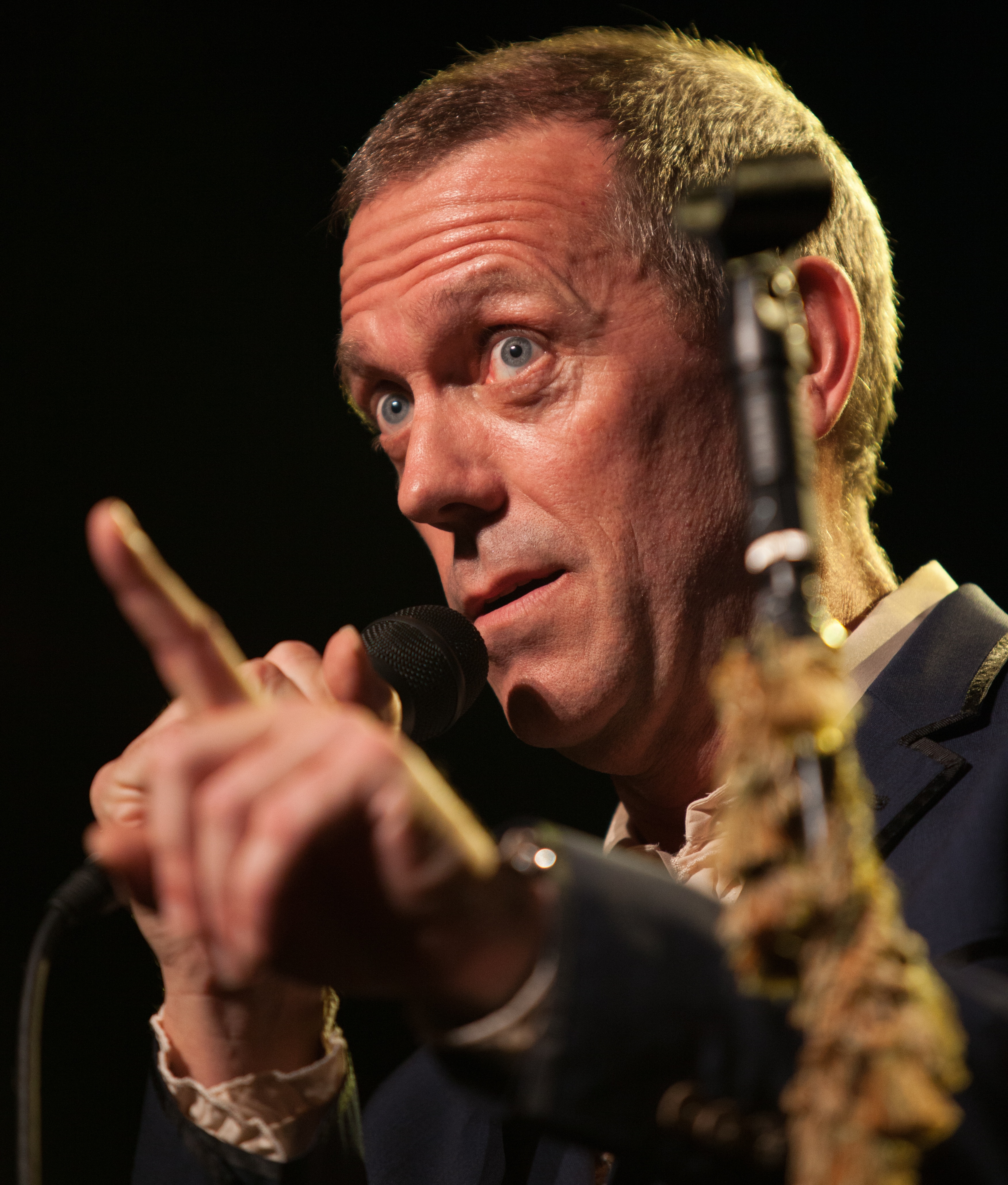
Hugh Laurie under ett uppträdande vid Montreux Jazz Festival 2012.

Laurie spelar piano, saxofon, munspel, trummor, mungiga, sitar och gitarr, som han gärna sjunger till. I början av 2011 spelade Laurie på New Orleans berömda Latrobes i stadens "French Quarter" vilket blev omgärdat av en TV-dokumentär och som resulterade i hans första musikalbum, Let Them Talk, utgivet 18 april samma år. Han uppskattar blues och ser sig själv som en bluesmusiker.

### Privatliv
Lauries far var den olympiske guldmedaljören i rodd, läkaren George 'Ran' Laurie. Sedan 1989 är han gift med Jo Green och tillsammans har de tre barn.

## Filmografi i urval
- 1984 – Hemma värst (TV-serie) (ett avsnitt)
- 1986-1989 - Svarte Orm (TV-serie)
- 1989-1995 - A Bit of Fry and Laurie (TV-serie)
- 1987 - Blackadder the Third (TV-serie)
- 1990-1993 - Jeeves och Wooster (TV-serie)
- 1992 – Peter's Friends
- 1995 – Förnuft och känsla
- 1996 – 101 dalmatiner
- 1997 – Lånarna
- 1998 – Mannen med järnmasken
- 1998 – Vänner (TV-serie) (ett avsnitt)
- 1999 – Stuart Little
- 2000 – Maybe Baby
- 2002 – Stuart Little 2
- 2004 – Flight of the Phoenix
- 2004–2012 – House (TV-serie)
- 2005 – Valiant och de fjäderlätta hjältarna (röst)
- 2008 – Street Kings
- 2009 – Monsters vs. Aliens (röst)
- 2013 – Mister Pip
- 2015–2019 – Veep (TV-serie) (20 avsnitt)
- 2015 – Tomorrowland: A World Beyond
- 2016 – The Night Manager (TV-serie)
- 2018 – Holmes & Watson
- 2019 – Catch-22 (Miniserie)
- 2020–2022 – Avenue 5 (TV-serie)

## Diskografi

### Album
- 2011 – Let Them Talk
- 2013 – Didn't It Rain

### Singlar
- 2011 – You Don't Know My Mind (från Let Them Talk)
- 2011 – Winin' Boy Blues (från Let Them Talk)
- 2013 – Louisiana Blues (från Didn't It Rain)